# Lijst van gouverneurs van Florida

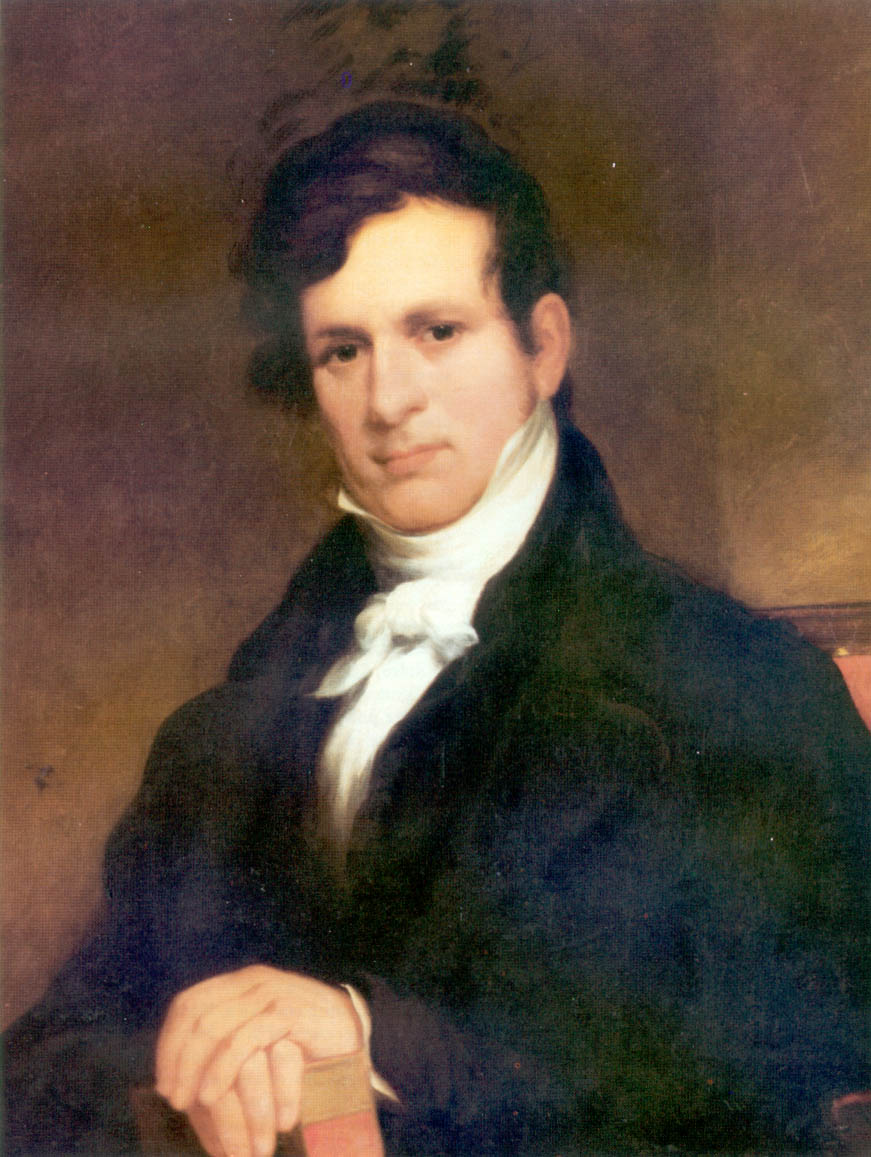
Democraat John Eaton (1834-1836).

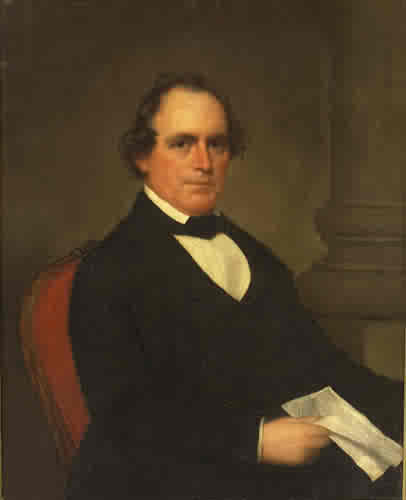
Whig Richard Call (1836-1839 en 1841-1844).

Dit is een lijst met gouverneurs van de Amerikaanse staat Florida. Voordat Florida een staat werd was het een territorium.

## Militair gouverneur
| Naam           | Termijn | Partij                   |
| -------------- | ------- | ------------------------ |
| Andrew Jackson | 1821    | Democratisch-Republikein |

## Territoriale gouverneurs
| Naam               | Termijn   | Partij                   |
| ------------------ | --------- | ------------------------ |
| William Pope Duval | 1822-1834 | Democratisch-Republikein |
| John Eaton         | 1834-1836 | Democraat                |
| Richard Call       | 1836-1839 | Whig                     |
| Robert Reid        | 1839-1841 | Democraat                |
| Richard Call       | 1841-1844 | Whig                     |
| John Branch        | 1844-1845 | Democraat                |

## Gouverneurs van Florida (1845–heden)
| Nr. | Gouverneur van Florida Governor of Florida | Gouverneur van Florida Governor of Florida | Gouverneur van Florida Governor of Florida | Ambtstermijn      | Ambtstermijn      | Partij(en)  | Verkiezing(en) |
| --- | ------------------------------------------ | ------------------------------------------ | ------------------------------------------ | ----------------- | ----------------- | ----------- | -------------- |
| 1   |                                            | William Moseley                            | William Moseley (1795–1863)                | 25 juni 1845      | 1 oktober 1849    | W           | 1845           |
| 3   |                                            | James Broome                               | James Broome (1808–1883)                   | 3 oktober 1853    | 5 oktober 1857    | D           | 1852           |
| 4   |                                            | Madison Perry                              | Madison Perry (1814–1865)                  | 5 oktober 1857    | 7 oktober 1861    | D           | 1856           |
| 5   |                                            | John Milton                                | John Milton (1807–1865)                    | 7 oktober 1861    | 1 april 1865      | D           | 1860           |
| 6   |                                            | Abraham Allison                            | Abraham Allison (1814–1893)                | 1 april 1865      | 20 mei 1865       | D           | 1860           |
| 7   |                                            | William Marvin                             | William Marvin (1808–1902)                 | 20 mei 1865       | 20 december 1865  | D           | 1860           |
| 8   |                                            | David Walker                               | David Walker (1815–1891)                   | 20 december 1865  | 4 juli 1868       | D           | 1865           |
| 9   |                                            | Harrison Reed                              | Harrison Reed (1813–1899)                  | 4 juli 1868       | 7 januari 1873    | R           | 1868           |
| 10  |                                            | Ossian Hart                                | Ossian Hart (1821–1874)                    | 7 januari 1873    | 18 maart 1874     | R           | 1872           |
| 11  |                                            | Marcellus Stearns                          | Marcellus Stearns (1839–1891)              | 18 maart 1874     | 3 januari 1877    | R           | 1872           |
| 12  |                                            | George Drew                                | George Drew (1827–1900)                    | 3 januari 1877    | 5 januari 1885    | D           | 1876           |
| 13  |                                            | William Bloxham                            | William Bloxham (1835–1911)                | 5 januari 1881    | 5 januari 1885    | D           | 1880           |
| 14  |                                            | Edward Perry                               | Edward Perry (1831–1889)                   | 5 januari 1885    | 8 januari 1889    | D           | 1884           |
| 15  |                                            | Francis Fleming                            | Francis Fleming (1841–1908)                | 8 januari 1889    | 3 januari 1893    | D           | 1888           |
| 16  |                                            | Henry Mitchell                             | Henry Mitchell (1831–1903)                 | 3 januari 1893    | 5 januari 1897    | D           | 1892           |
| 17  |                                            | William Bloxham                            | William Bloxham (1835–1911)                | 5 januari 1897    | 10 januari 1901   | D           | 1896           |
| 18  |                                            | William Jennings                           | William Jennings (1863–1920)               | 10 januari 1901   | 3 januari 1905    | D           | 1900           |
| 19  |                                            | Napoleon Broward                           | Napoleon Broward (1857–1910)               | 3 januari 1905    | 5 januari 1909    | D           | 1904           |
| 20  |                                            | Albert Gilchrist                           | Albert Gilchrist (1858–1926)               | 5 januari 1909    | 7 januari 1913    | D           | 1908           |
| 21  |                                            | Park Trammell                              | Park Trammell (1876–1936)                  | 7 januari 1913    | 3 januari 1917    | D           | 1912           |
| 22  |                                            | Sidney Catts                               | Sidney Catts (1863–1936)                   | 3 januari 1917    | 5 januari 1921    | PRO         | 1916           |
| 23  |                                            | Cary Hardee                                | Cary Hardee (1876–1957)                    | 5 januari 1921    | 5 januari 1925    | D           | 1920           |
| 24  |                                            | John Martin                                | John Martin (1884–1958)                    | 5 januari 1925    | 10 januari 1929   | D           | 1924           |
| 25  |                                            | Doyle Carlton                              | Doyle Carlton (1885–1972)                  | 10 januari 1929   | 3 januari 1933    | D           | 1928           |
| 26  |                                            | David Sholtz                               | David Sholtz (1891–1953)                   | 3 januari 1933    | 5 januari 1937    | D           | 1936           |
| 27  |                                            | Fred Cone                                  | Fred Cone (1871–1948)                      | 5 januari 1937    | 7 januari 1941    | D           | 1936           |
| 28  |                                            | Spessard Holland                           | Spessard Holland (1892–1971)               | 7 januari 1941    | 1 januari 1945    | D           | 1940           |
| 29  |                                            | Millard Caldwell                           | Millard Caldwell (1897–1984)               | 1 januari 1945    | 4 januari 1949    | D           | 1944           |
| 30  |                                            | Fuller Warren                              | Fuller Warren (1905–1973)                  | 4 januari 1949    | 6 januari 1953    | D           | 1948           |
| 31  |                                            | Daniel McCarty                             | Daniel McCarty (1912–1953)                 | 6 januari 1953    | 28 september 1953 | D           | 1952           |
| 32  |                                            | Charley Johns                              | Charley Johns (1905–1990)                  | 28 september 1953 | 5 januari 1955    | D           | 1952           |
| 33  |                                            | LeRoy Collins                              | LeRoy Collins (1909–1991)                  | 5 januari 1955    | 3 januari 1961    | D           | 1954           |
| 33  | 1956                                       | LeRoy Collins                              | LeRoy Collins (1909–1991)                  | 5 januari 1955    | 3 januari 1961    | D           |                |
| 34  |                                            | Farris Bryant                              | Farris Bryant (1914–2002)                  | 3 januari 1961    | 5 januari 1965    | D           | 1960           |
| 35  |                                            | Haydon Burns                               | Haydon Burns (1912–1987)                   | 5 januari 1965    | 3 januari 1967    | D           | 1964           |
| 36  |                                            | Claude Kirk                                | Claude Kirk (1926–2011)                    | 3 januari 1967    | 5 januari 1971    | R           | 1966           |
| 37  |                                            | Reubin Askew                               | Reubin Askew (1928–2014)                   | 5 januari 1971    | 2 januari 1979    | D           | 1970           |
| 37  | 1974                                       | Reubin Askew                               | Reubin Askew (1928–2014)                   | 5 januari 1971    | 2 januari 1979    | D           |                |
| 38  |                                            | Bob Graham                                 | Bob Graham (1936–2024)                     | 2 januari 1979    | 3 januari 1987    | D           | 1978           |
| 38  | 1982                                       | Bob Graham                                 | Bob Graham (1936–2024)                     | 2 januari 1979    | 3 januari 1987    | D           |                |
| 39  |                                            | Wayne Mixson                               | Wayne Mixson (1922–2020)                   | 3 januari 1987    | 7 januari 1987    | D           |                |
| 40  |                                            | Bob Martinez                               | Bob Martinez (1934)                        | 7 januari 1987    | 8 januari 1991    | R           | 1987           |
| 41  |                                            | Lawton Chiles                              | Lawton Chiles (1930–1998)                  | 8 januari 1991    | 12 december 1998  | D           | 1990           |
| 41  | 1994                                       | Lawton Chiles                              | Lawton Chiles (1930–1998)                  | 8 januari 1991    | 12 december 1998  | D           |                |
| 42  |                                            | Buddy MacKay                               | Buddy MacKay (1933)                        | 12 december 1998  | 5 januari 1999    | D           |                |
| 43  |                                            | Jeb Bush                                   | Jeb Bush (1953)                            | 5 januari 1999    | 2 januari 2007    | R           | 1998           |
| 43  | 2004                                       | Jeb Bush                                   | Jeb Bush (1953)                            | 5 januari 1999    | 2 januari 2007    | R           |                |
| 44  |                                            | Charlie Crist                              | Charlie Crist (1956)                       | 2 januari 2007    | 4 januari 2011    | R (2007–10) | 2006           |
| 44  | O (2010–11)                                | Charlie Crist                              | Charlie Crist (1956)                       | 2 januari 2007    | 4 januari 2011    |             | 2006           |
| 45  |                                            | Rick Scott                                 | Rick Scott (1952)                          | 4 januari 2011    | 8 januari 2019    | R           | 2010           |
| 45  | 2014                                       | Rick Scott                                 | Rick Scott (1952)                          | 4 januari 2011    | 8 januari 2019    | R           |                |
| 46  |                                            | Ron DeSantis                               | Ron DeSantis (1978)                        | 8 januari 2019    | heden             | R           | 2018           |
| 46  | 2022                                       | Ron DeSantis                               | Ron DeSantis (1978)                        | 8 januari 2019    | heden             | R           |                |

(D): Democraat · (R): Republikein · (O): Onafhankelijk